# 해리 가네스
해리 가네스(1900-1941)는 영국 출생의 미국 언론인이다. 1930년대 대부분의 기간 동안 데일리 워커(Daily Worker)의 외국 편집인으로 활동한 국가적으로 유명한 공산주의자였다.

## 전기
해리 가네스는 Young Workers League의 창립 멤버 중 한 명이었으며(1922년), 이 단체는 Young Communist League의 전신이었다. 그는 잠시 동안 Young Workers League의 사무총장으로도 역임했다. 데일리 워커의 외국 편집인으로, 그는 1936년에 Theodore Draper와 공동으로 'Spain in Revolt'를 공동 저술했다. 1937년에 출간된 그의 책 'When China Unites'는 1932년부터 1933년까지 중국을 여행하면서 얻은 연구와 경험을 기반으로, 1920년대 중반의 군민당-공산당 동맹과 1927년부터 두 정당 간의 대립을 묘사하고 있다. 간스는 중국뿐만 아니라 1938년에는 유럽으로 여행하기도 했으며, 그는 이때 Henry George Jacobs라는 이름으로 여권을 사용했다. 그 결과, 그는 1939년 여권 사기 혐의로 기소되었다. 거의 동시에 그는 병에 걸려 1941년 1월 3일에 뇌종양으로 사망했다.

## 출판된 작품

### 서적
- 반란을 일으킨 스페인 : 스페인 내전의 역사, 1936년, 테오도르 드레이퍼(Theodore Draper) 와 함께
- 중국이 통일될 때 중국 혁명의 해석적 역사, 1937

### 팜플렛
- 미국주의 아래 청소년. 조지 오스왈드와 함께. 시카고: 미국 청년 노동자 연맹, 1922년.
- 필리핀, 포르토리코, 하와이 및 기타 소유물에 대한 양키 식민지 제국주의 통치 . 뉴욕: 국제 팜플렛, 1930.
- 이식편과 갱스터 . 일러스트레이터 제이콥 버크 . 뉴욕시: 노동자 도서관 출판사, 1931년.
- 켄터키 광부 싸움 뉴욕: 노동자 국제 구호, 1932.
- 경제 위기: 1931년 6월 15일까지의 위기 과정 분석. 뉴욕: 미국 공산당, 1932년.
- 스페인의 소련: 파시즘에 대항한 10월 무장봉기 . 뉴욕: 노동자 도서관 출판사, 1935년
- 아프리카 전쟁 이탈리아 파시즘은 에티오피아를 노예화할 준비를 하고 있습니다 . 뉴욕: 노동자 도서관 출판사, 1935년.
- 스페인은 민주주의를 옹호합니다: 파시스트 음모에 관한 진실 . 뉴욕: 노동자 도서관 출판사, 1936년.
- 소련이 스페인을 돕는 방법 . 뉴욕: 노동자 도서관 출판사, 1936년.
- 뮌헨의 배신. 뉴욕시: 노동자 도서관 출판사, 1938년.